# Mogeiro
Mogeiro es un municipio brasileño situado el estado de Paraíba. Según el censo de 2022, tiene una población de 13 899 habitantes.
Tiene una superficie total de 214.09 km².